# Шалкар-Ега-Кара

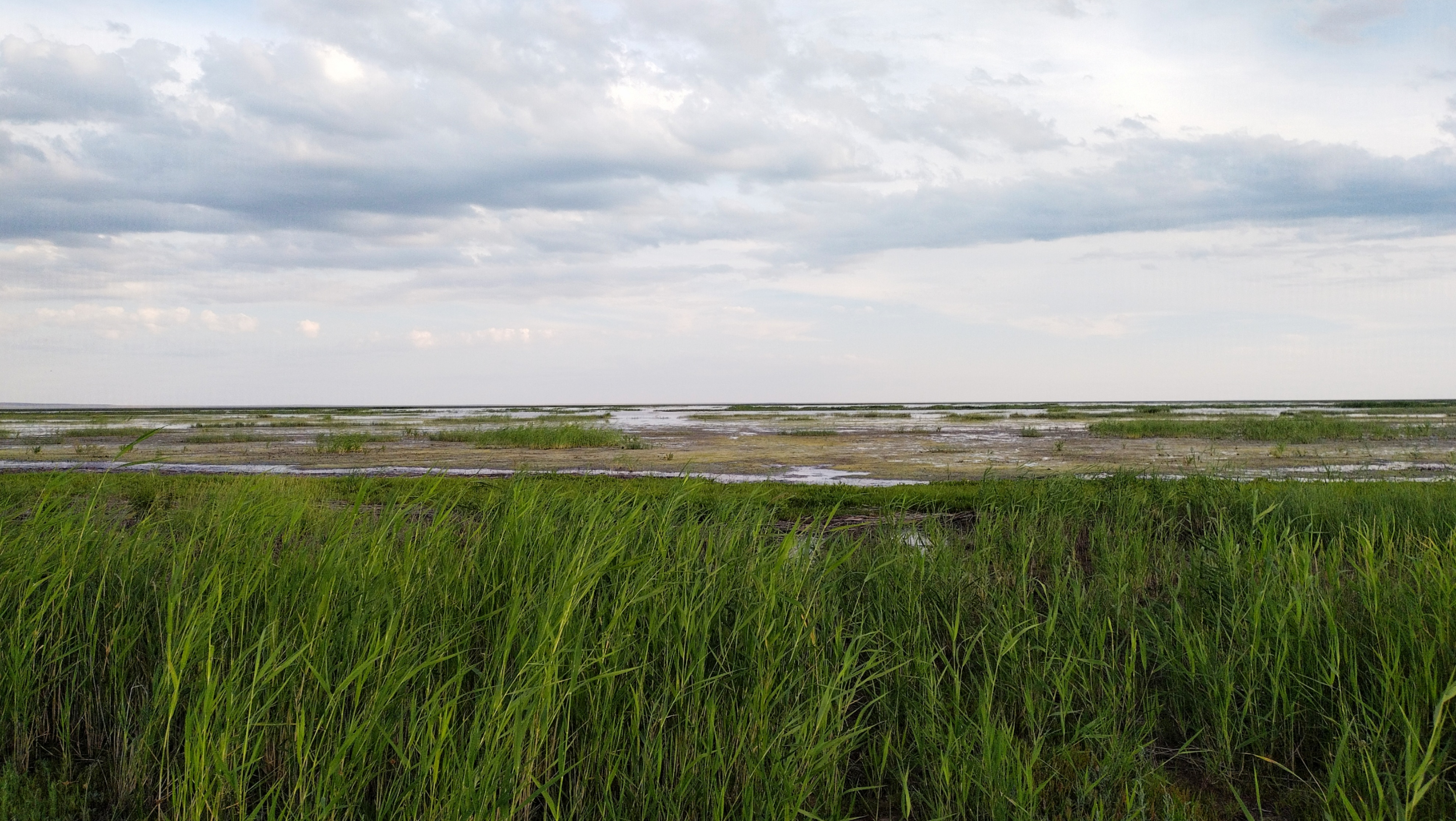
Вид на Шалкар-Ега-Кара с северного берега

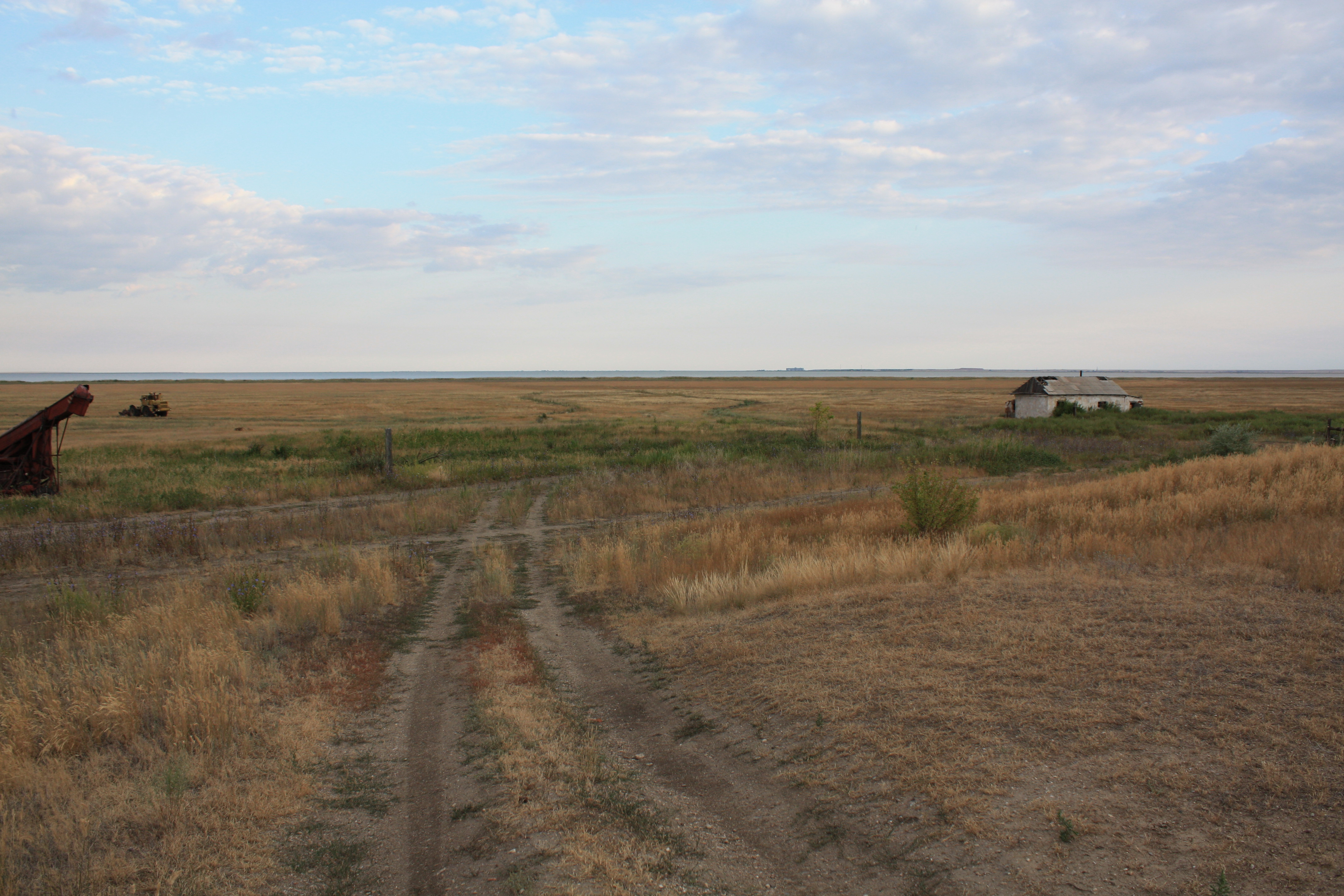
Вид от Пригородного на Шалкар-Ега-Кара

Шалкар-Ега-Кара (баш. Салҡар-Ике-ҡура) — бессточное озеро на востоке Оренбургской области, расположенное в Светлинском районе. Крупнейшее озеро области.

Высота над уровнем моря — 298 м.
Водоём располагается в блюдцеобразном понижении, берега его преимущественно очень пологие. Длина береговой линии 96 км. На северном берегу озера — райцентр, посёлок Светлый. 
Сток в озеро отсутствует, только в весеннее половодье имеется связь с рекой Буруктал. Озеро мелкое: преобладающая глубина 0,5-1 м. Каждые 10 лет озеро пересыхает, а раз в 3 года промерзает до дна. В некоторые годы оно распадается на несколько крупных и множество мелких плёсов. Озеро в большей части (до 70 %) зарастает камышом, рогозом, тростником. Плёсы с открытой водой соединены протоками.
Вода солоноватая. Средняя минерализация 3-5 г/л, в маловодные годы минерализация достигает 4 г/л.
Ихтиофауна озера представлена карасем, а в годы долгого соединения с Бурукталом в него заходят окунь, сазан, язь, плотва и некоторые другие виды рыб. На берегах гнездятся чайконосые крачки.